# Saint-André-Treize-Voies
Saint-André-Treize-Voies era una comuna francesa situada en el departamento de Vandea, de la región de Países del Loira, que el 1 de enero de 2016 pasó a ser una comuna delegada de la comuna nueva de Montréverd al fusionarse con las comunas de Mormaison y Saint-Sulpice-le-Verdon.

## Demografía
| Gráfica de evolución demográfica de Saint-André-Treize-Voies entre 1800 y 2013 |
|                                                                                |

Los datos demográficos contemplados en este gráfico de la comuna deSaint-André-Treize-Voies se han cogido de 1800 a 1999 de la página francesa EHESS/Cassini, y los demás datos de la página del INSEE.